# Jens-Frederik Nielsen
Jens-Frederik Nielsen (Nuuk, Groenlândia, 22 de junho de 1991) é um político groenlandês, chefe do Governo Regional da Groenlândia (em groenlandês/gronelandês:  Naalakkersuisut siulittaasuat;  em dinamarquês:  Landsstyreformand) desde 2025, e líder do partido Democratas (Demokraatit) desde 2020.

Nasceu em Nuuk (capital da Groenlândia), em 22 de junho de 1991.
Estudou Ciências Sociais na Universidade da Gronelândia, sem ter concluído o curso, devido a ter sido nomeado secretário de ministro em 2014.
Para além da política, tem um grande intresse pelo desporto.
É líder do partido dos Democratas (Demokraatit) desde 2020.
Foi ministro das empresas e das matérias-primas em 2020 – 2021.
É chefe do Governo Regional da Groenlândia (Naalakkersuisut) desde 7 de abril de 2025.